# Hark Olufs
Hark Olufs, geboren op 17 of 19 juli 1708, en overleden op 13 oktober 1754 te Süddorf op  het waddeneiland Amrum (dat in die tijd tot Denemarken behoorde),  was een Noord-Fries zeevaarder.
Hark was de zoon van Oluf Jensen, een zeekapitein en reder, die drie koopvaardijschepen bezat. De moeder van Hark stierf in het kraambed. Hark werd, toen hij dertien jaar oud was, matroos op één van zijn vaders schepen. In 1724 werden Hark en twee van zijn neven, toen zij van Nantes naar Hamburg voeren, door Algerijnse kapers meegenomen en te Algiers als slaaf verkocht. Nadat zijn familie uiteindelijk een losgeld had weten bijeen te brengen werd daarmee per ongeluk een andere man met dezelfde naam uit Bremen vrijgekocht.
De jonge Olufs werd eigendom en lakei van de bei van Constantine. Hij doodde verscheidene van diens vijanden en maakte snel carrière in Algerije. Achtereenvolgens werd hij commandant van de lijfwacht van de bei, gaznadal (beheerder van de financiën) en aga-ed-deira (opperbevelhebber van de cavalerie). Olufs had zich waarschijnlijk bekeerd tot de islam, hij vergezelde de bei op de hadj naar Mekka.
In 1735 nam Olufs als officier in het Algerijnse leger deel aan een oorlog, waarbij de stad Tunis werd veroverd. Als dank voor zijn inzet verkreeg hij daarna de vrijheid. In 1736 keerde hij als rijk man terug naar noord-Europa. Na twaalf jaar zag hij in Hamburg zijn vader terug. Hark Olufs keerde terug naar Amrum, werd daar bestuursambtenaar, trouwde, kreeg kinderen en stierf er in 1754.

## Biografieën
Vermoedelijk in 1742 werd Hark Olufs ontvangen door koning Christiaan VI, aan wie hij zijn avonturen vertelde.  In 1747 verscheen een autobiografie van Olufs in de Deense taal, in 1751 een Duitstalige versie hiervan.
Biografische informatie over Hark Olufs en over zijn vader Oluf Jensen is, naar de gewoonte van die streek en in die tijd, ook op hun sprekende grafstenen te vinden. De teksten op de grafstenen zijn, zoals gebruikelijk, grotendeels reeds vóór het overlijden van de betrokkenen in deze monumenten gebeiteld. Beide grafstenen, die begin jaren 2020 zijn gerestaureerd, staan op het kerkhof van de Sint-Clemenskerk te Nebel.

### Tekst op de grafsteen van Hark Olufs
Op de bovenste rand, aan de voorzijde, staat: 
Hier liegt der grosse Kriegesheld, ruht sanft auf Amrom Christenfeld.
Daaronder is te lezen: 
Als seeliger Harck Olufs, so daselbst gebohren auf Amrum Anno 1708 den 19. Julii. Bald darauf in sein jungen Jahren von den türckischen Seeräubern zu Algier ist er A[nn]o 1724 d[en] 24. Martii gefangen genommen worden. In solcher Gefangenschaft aber hat er dem türkischen Bey zu Constantin als Casnadaje 11 und ein virtel Jahr gedinet, bis ihm endlich dieser Bey A[nn]o 1735 d[en] 31. October aus Gewogenheit zu ihm seine Freyheit geschencket, da er denn das folgende Jahr darauf als A[nn]o 1736 d[en] 25. April glücklich wiederum alhier auff seinem Vaterland angelanget ist, und sich also A[nn]o 1737 in dem Stande der heiligen Ehe begeben mit Antje Harken, so nun sich nebst 5 Kindern in den betrübten Wittwestande befindet. In solcher Ehe haben sie aber einen Sohn und 4 Töchtern gezeugt. So mit ihr alle den Tod ihres Vaters fühlen müssen, da er gestorben ist A[nn]o 1754 d[en] 13. October, und sein Leben gebracht auf 46 Jahr und 13 Wochen.
Op de achterkant staat: 
Gott gebe dem Leibe eine fröliche Auferstehung am jüngsten Tage. An den Meinigen ruff ich aus dem Grabe noch diese Zeilen zum Andencken zurück:

Ach leider: In meinen Jungen-Jahren

Müst ich zum Raub der Algierer fahren

Und halten fast zwölff Jahr die Slaverey.

Doch machte Gott durch seine Hand mich frey.

Darüm sage ich noch einmal:

Ich weis, mein Gott, ich muß nun sterben.

Ich will, eins aber bitt ich aus.

Las doch die Meinigen nicht verderben.

Bewahre du das Witwenhaus.

Ach Gott, weil ich nicht sorgen kan,

so nim dich Frau und Kinder an.

## Afbeeldingen

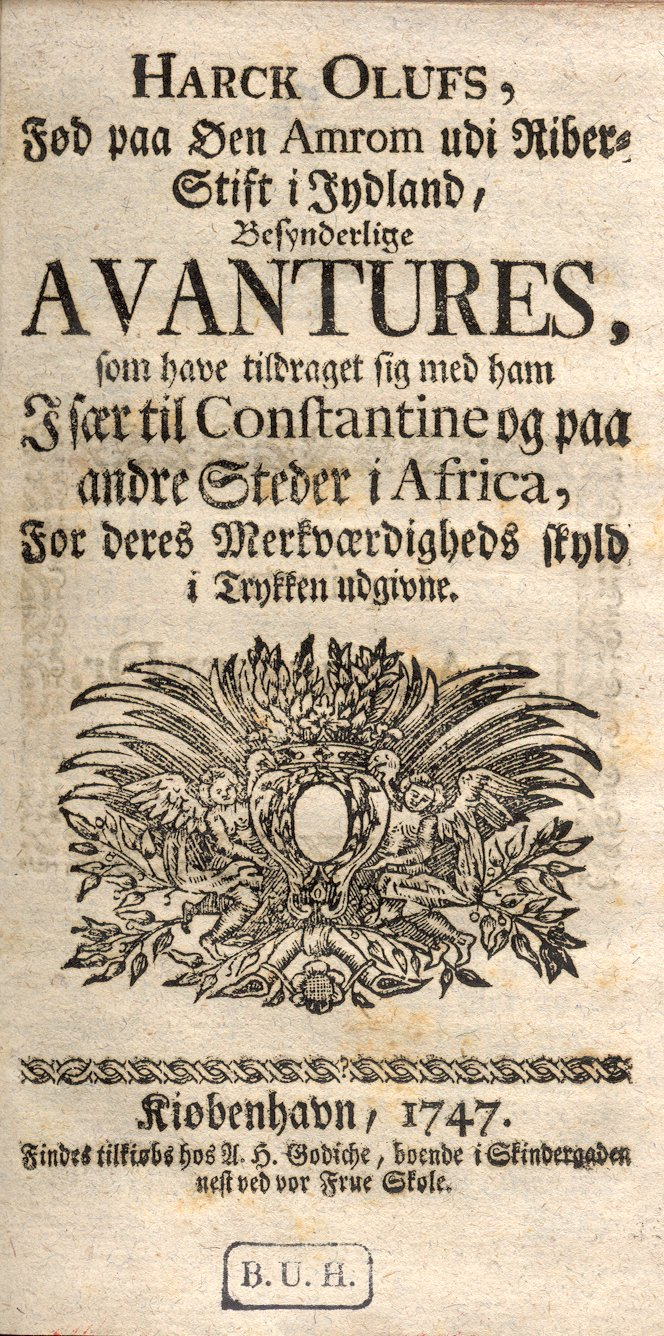
Titelpagina autobiografie Hark Olufs (Deens, 1747)
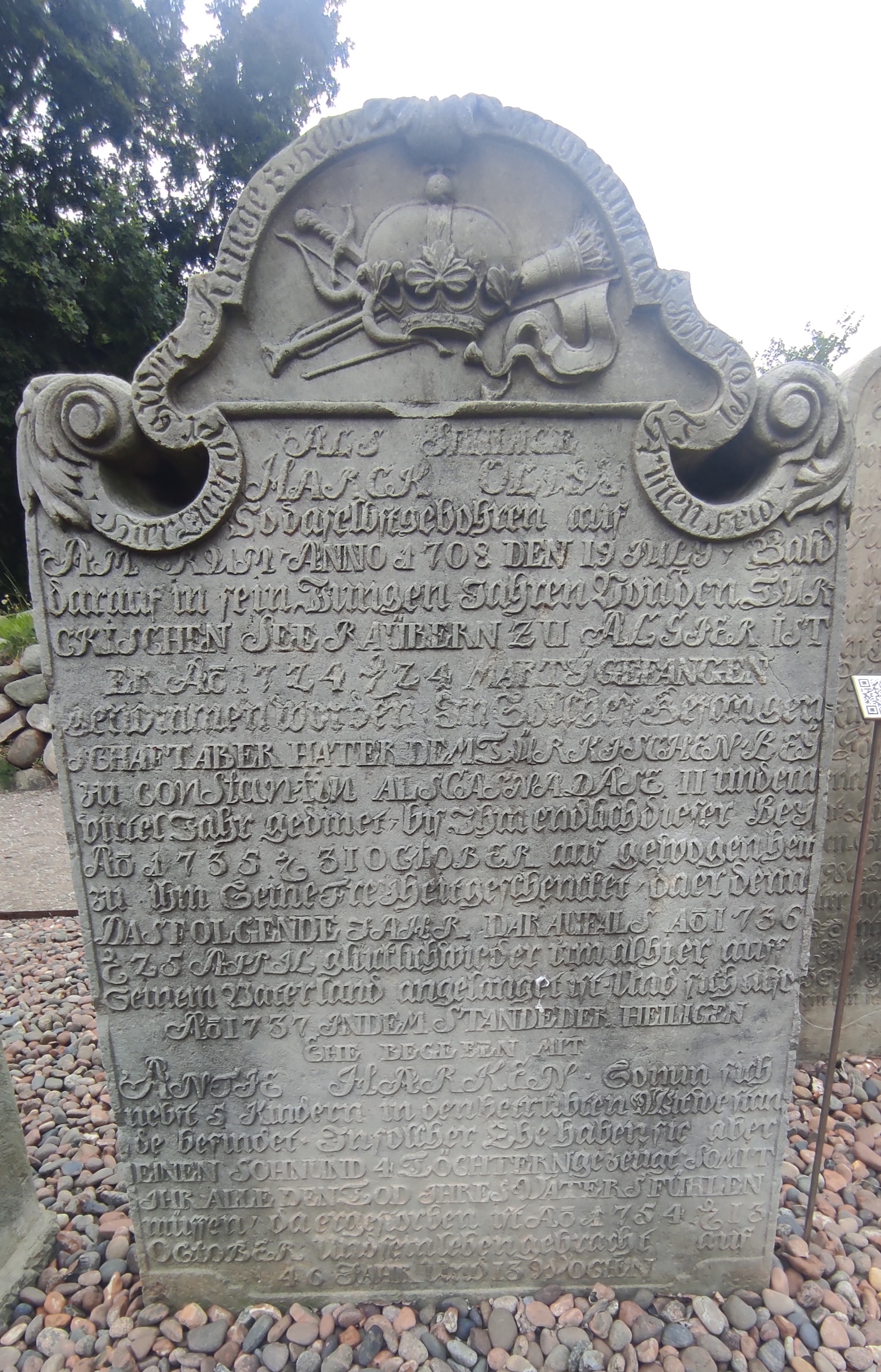
Grafsteen Hark Olufs, vóórzijde
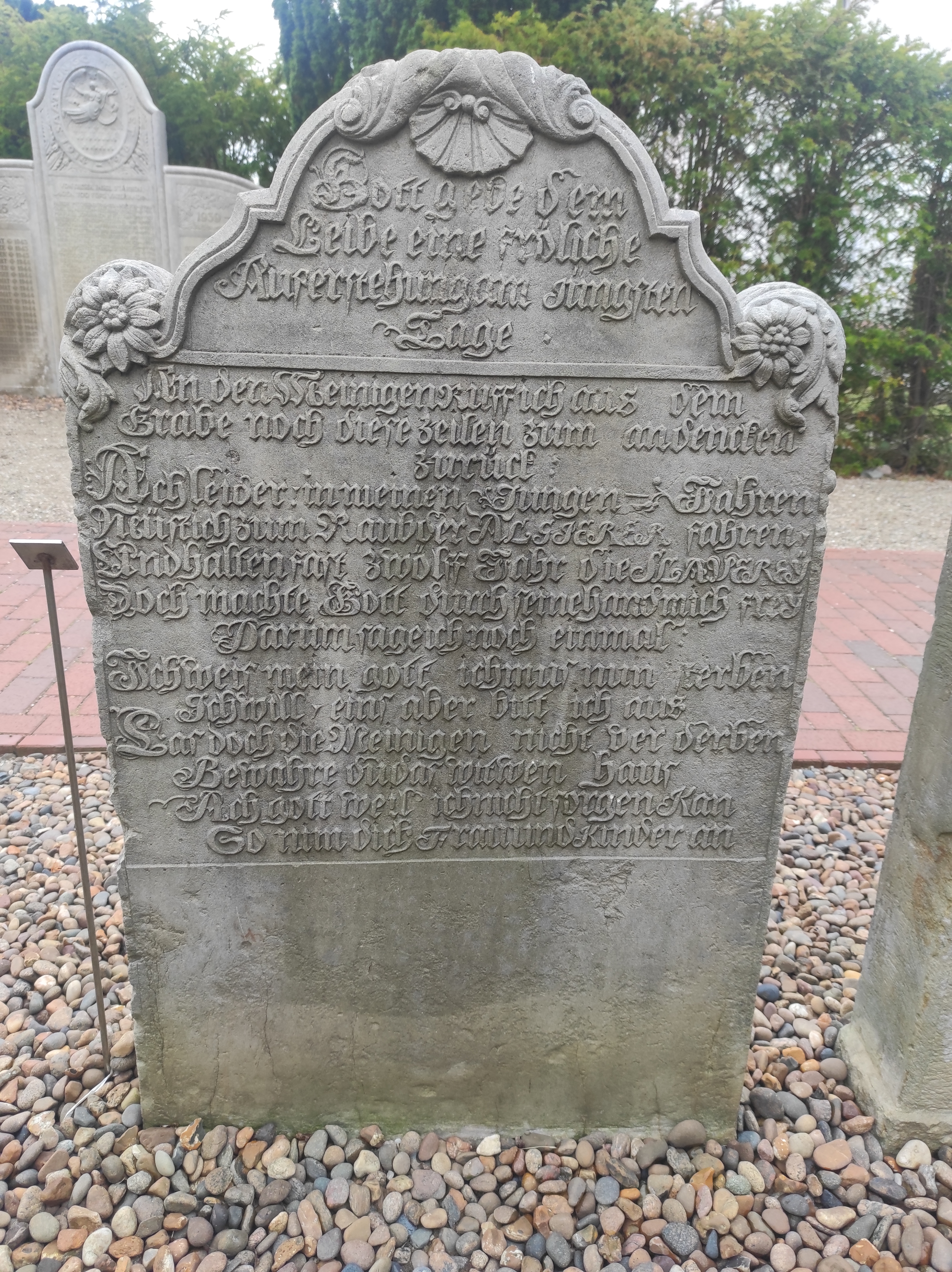
Idem, achterzijde
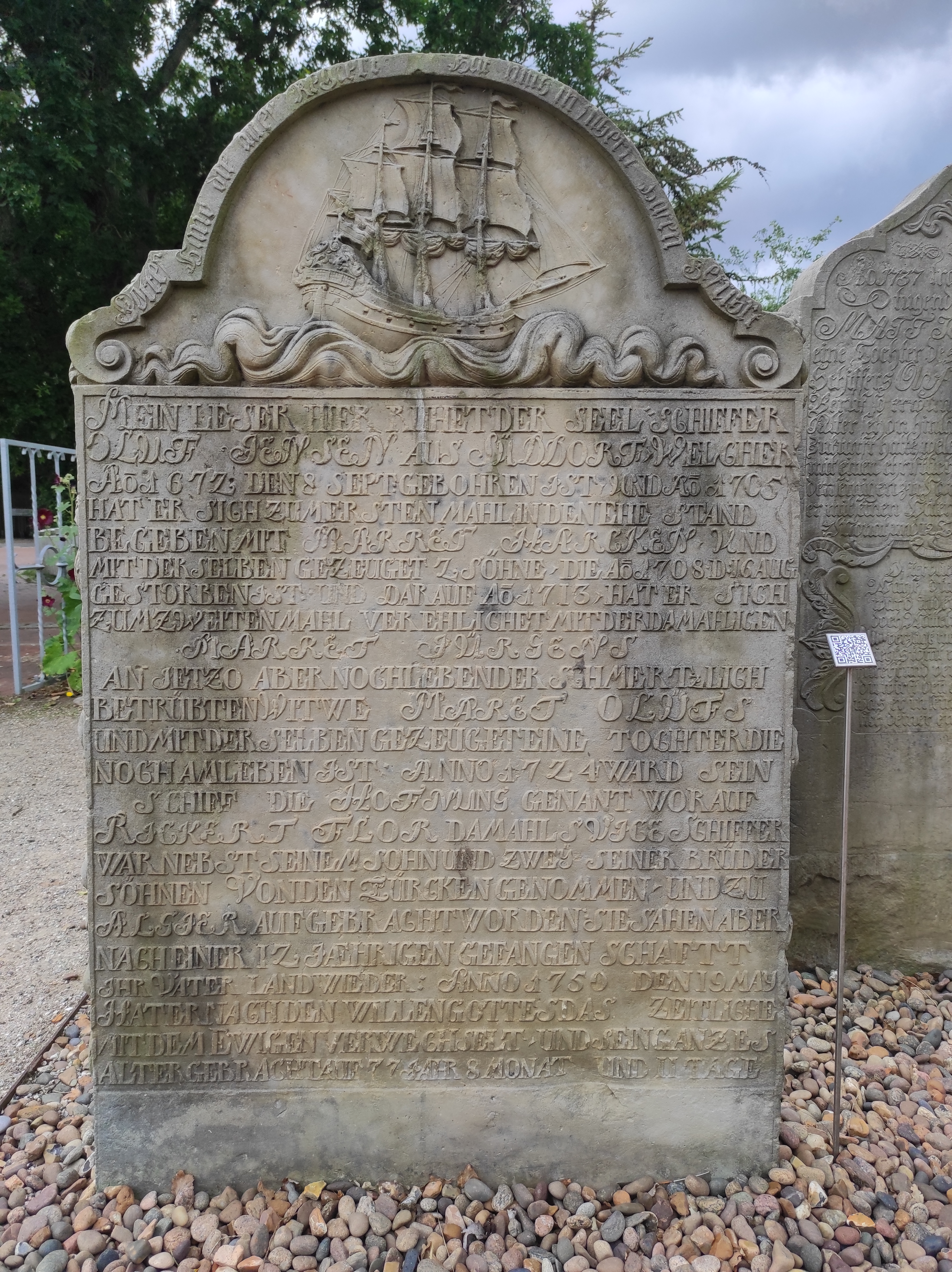
Grafsteen Oluf Jensen, vóórzijde
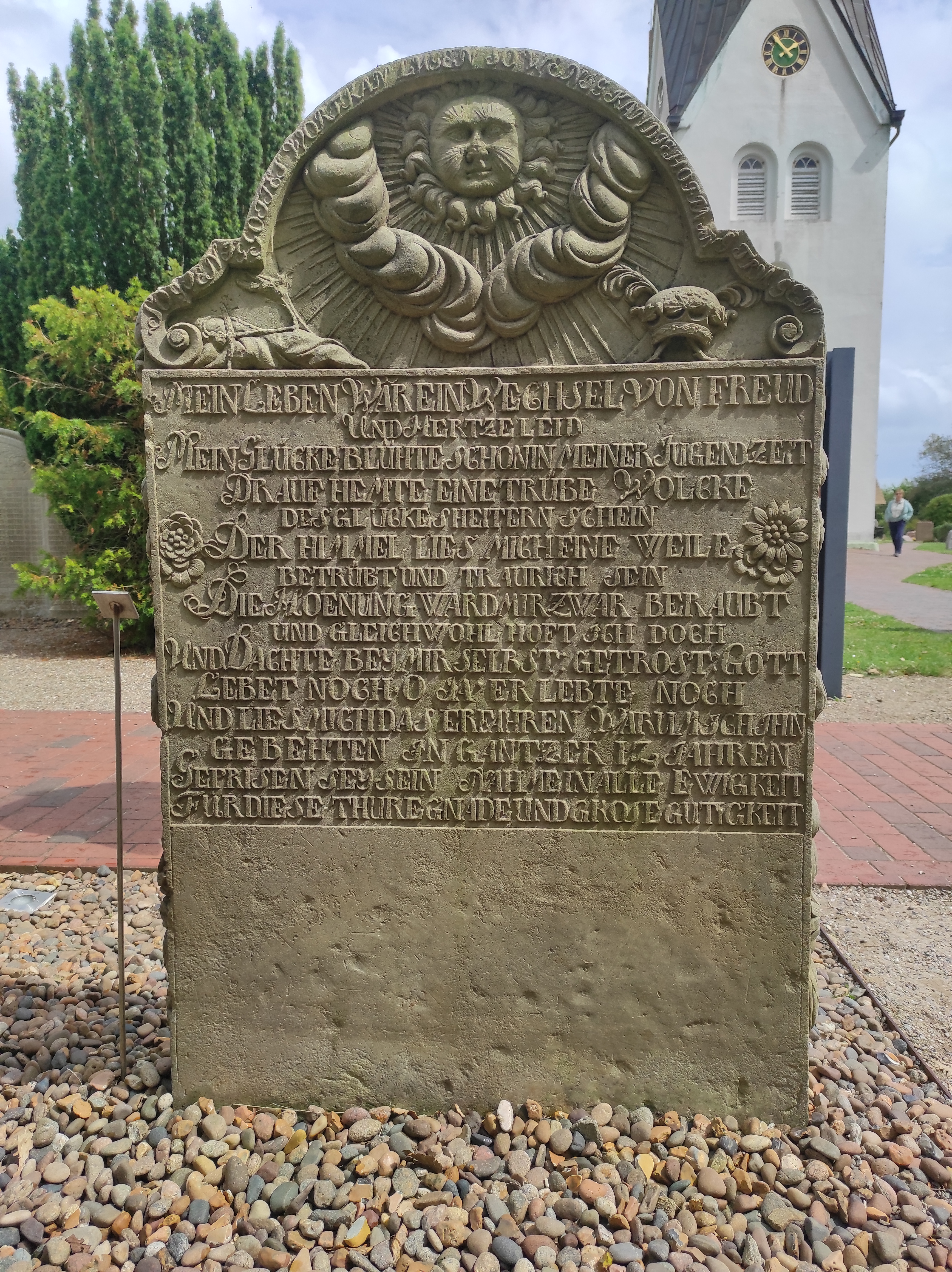
Idem, achterzijde

## Nagedachtenis
Na Hark Olufs' dood ging enige decennia lang het gerucht rond, dat hij uit zijn graf was opgestaan en als spook op Amrum zou rondwaren. Over dit gegeven, maar vooral over Olufs' wederwaardigheden in Algerije, zijn in de 19e, 20e en 21e eeuw verscheidene romans, jeugdboeken en films gemaakt.
- Bibliothèque nationale de France: cb15053752s (data)
- Gemeinsame Normdatei: 123518172
- International Standard Name Identifier: 0000 0000 3520 4354
- Library of Congress Control Number: n2003051898
- Nederlandse Thesaurus van Auteursnamen: 264384210
- Système universitaire de documentation: 26276346X
- Virtual International Authority File: 23051593
- WorldCat: E39PBJfxdCF6HvHdftfyFcqG73